# Tibor Basilidesz
Tibor Basilidesz (* 26. Dezember 1982 in Gheorgheni) ist ein ehemaliger rumänischer Eishockeyspieler, der zuletzt bis 2017 beim CS Progym Gheorgheni in der rumänischen Eishockeyliga unter Vertrag stand.

## Karriere

### Club
Tibor Basilidesz begann seine Karriere als Eishockeyspieler beim CS Progym Gheorgheni in seiner Geburtsstadt, für den er bereits als 17-Jähriger in der rumänischen Eishockeyliga debütierte. 2004 wechselte er zu Steaua Bukarest. Mit dem Hauptstadtklub wurde er 2005 und 2006 rumänischer Landesmeister und gewann 2005 den nationalen Pokalwettbewerb. 2008 kehrte er zu seinem Stammverein zurück und spielte dort nicht nur in der rumänischen Liga, sondern auch in der neugegründeten MOL Liga. Nach einem Jahr wechselte er zum HSC Csíkszereda, mit dem er 2010 sowohl Meister als auch Pokalsieger in Rumänien wurde. Von 2010 bis 2013 spielte er dann beim ASC Corona 2010 Brașov und konnte 2013 mit dem Pokalsieg den ersten Titelgewinn der Kronstädter feiern. Seit 2014 spielte er wieder für Progym Gheorgheni, wo er 2017 seine Karriere beendete.

### International
Bereits im Juniorenbereich stand Basilidesz für Rumänien auf dem Eis: Er spielte bei den U18-Weltmeisterschaften 1999 und 2000 in der Europa-Division I sowie bei der U20-D-Weltmeisterschaft 2000 und den U20-Weltmeisterschaften der Division III 2001 und 2002.
Mit der Herren-Nationalmannschaft nahm er an den Weltmeisterschaften der Division I Weltmeisterschaft 2002, 2005 und 2007 und der Division II 2006, 2010 und 2011 teil.

## Erfolge
- 2002 Aufstieg in die Division II bei der U20-Weltmeisterschaft der Division III
- 2005 Rumänischer Meister und Pokalsieger mit Steaua Bukarest
- 2006 Rumänischer Meister mit Steaua Bukarest
- 2006 Aufstieg in die Division I bei der Weltmeisterschaft der Division II, Gruppe A
- 2010 Rumänischer Meister und Pokalsieger mit dem HSC Csíkszereda
- 2011 Aufstieg in die Division I bei der Weltmeisterschaft der Division II, Gruppe B
- 2013 Rumänischer Pokalsieger mit dem ASC Corona 2010 Brașov

## MOL-Liga-Statistik
(Stand: Ende der Saison 2012/13)